# Frédéric Graziani

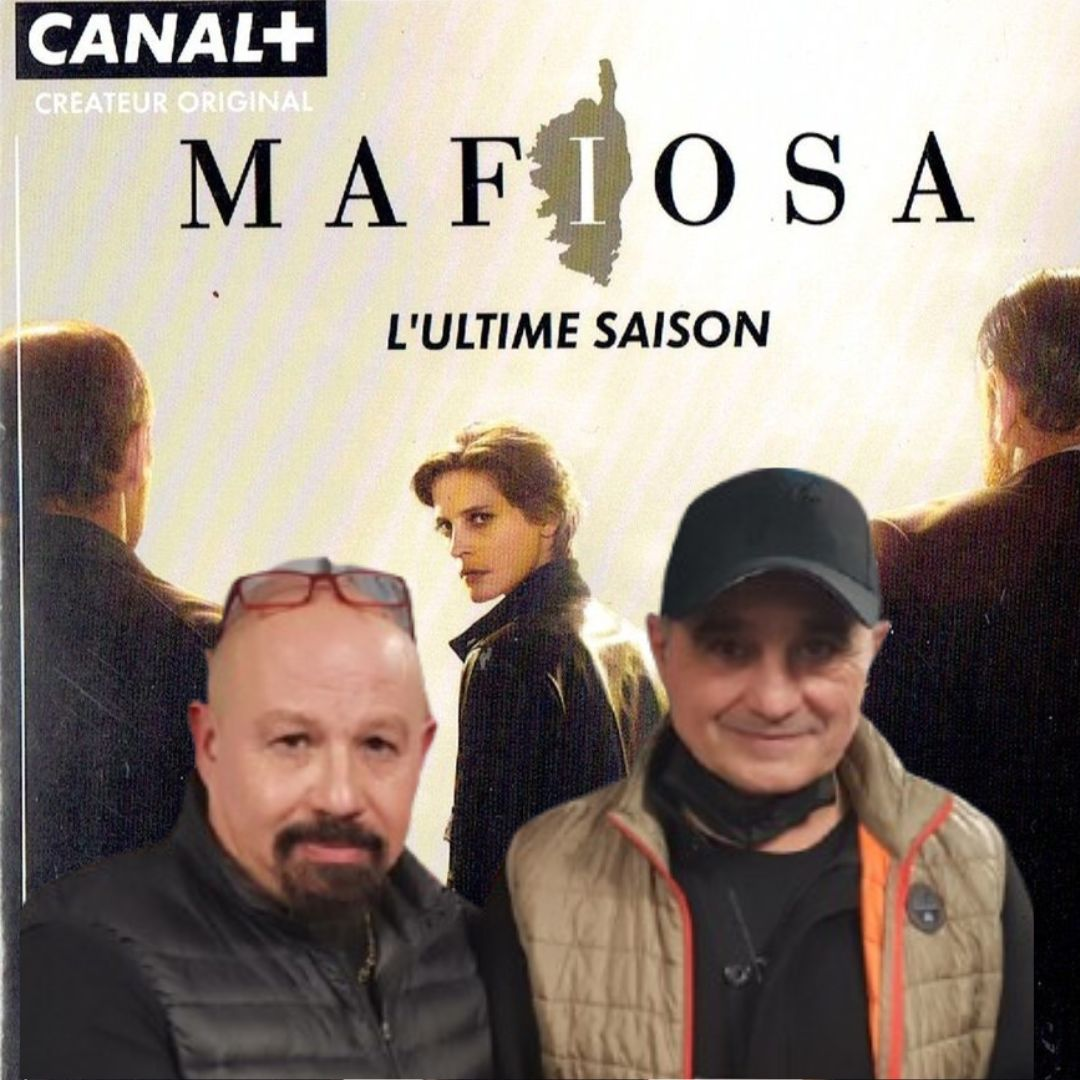
Vlad Corsini et Éric Fraticelli pour l'hommage à Fréderic Graziani sur la bande originale de Mafiosa 5 avec le titre Ricordu

Pour les articles homonymes, voir Graziani.
Frédéric Graziani, né le 12 juillet 1960 à Paris et mort le 14 mars 2013 dans la même ville,, est un réalisateur et acteur français, également dialoguiste et producteur au travers de sa société Films du Roseau. Il compose également ses musiques. La chanson Ricordu qui lui est dédié par le chanteur Vlad Corsini est une chanson du groupe corse I surghjenti.

## Biographie
Frédéric Graziani est surtout connu pour avoir interprété Emanuel Mordiconi, dit « Manu », homme de main de Sandra Paoli dans la série Mafiosa, le clan sur Canal+. Il a par ailleurs multiplié les apparitions sur le petit écran dans des séries comme Central Nuit, Arsène Lupin, Fargas ou Le Grand Patron. Au cinéma, il campe le chef de détention dans Un prophète de Jacques Audiard.
Il a officié également comme maître d'atelier au Cours Peyran Lacroix de La Pépinière-Théâtre.
En 2014, l'ultime saison de Mafiosa, réalisée après sa mort, lui est dédiée. La vidéo du titre Ricordu du chanteur corse Vlad Corsini lui rend hommage.

## Filmographie

### Réalisateur

#### Longs métrages
- 2002[7] : En roue libre[8],[9], film inédit de Frédéric Graziani[10] avec Bernard Giraudeau, Frédéric Diefenthal, Marthe Keller et Cyril Mourali. Auteurs et scénaristes : Frédéric Graziani et Sally Micaleff.
- 2004 : Le Cadeau d'Elena de Frédéric Graziani avec Henri Graziani.

Prix du meilleur scénario au 9e Festival du Film International de Temecula (États-Unis),
Prix du Public 2004 au Festival Jean-Carmet pour Vahina Giocante,
Prix de la meilleure bande originale et « mention Spécial coup de cœur » au Festival de Saint-Malo.
- 2010 : Jobavie de Frédéric Graziani : projet non abouti avec la scénariste Nathalie Vailloud.

#### Courts métrages
- 1983 : Entrez je vous en prie, de Frédéric Graziani
- 1994 : Naissance, de Frédéric Graziani
- 1997 : Bonne Pioche, de Frédéric Graziani

Prix du jury jeunes au Festival de Clermont-Ferrand en 1997.

### En tant qu'acteur

#### Longs métrages
- 1983 : Coup de foudre, de Diane Kurys
- 1988 : Baptême[11], de René Féret : (premier petit rôle[12])
- 1991 : Promenades d'été[13], de René Ferét : Léon
- 1993 : La Place d'un autre[14], de René Ferét
- 1994 : Le Fils préféré, de Nicole Garcia
- 2000 : La Maîtresse en maillot de bain, de Lyèce Boukhitine : Jean-Jacques
- 2004 : Le Cadeau d'Elena, de Frédéric Graziani : Lieutenant Cappola
- 2008 : Un prophète, de Jacques Audiard : Le chef de détention
- 2009 : Ailleurs, de Valérie Müller
- 2010 : La Ligne droite, de Régis Wargnier
- 2012 : Une nuit, de Philippe Lefebvre
- 2012 : Dans la tourmente, de Christophe Ruggia
- 2014 : Le Monde de Fred, de Valérie Müller

#### Courts métrages
- 1997 :  Juste Au-dessus des Lois, de Sauveur Mselati
- 1998 : Chapeau bas, de Hervé Lozac'h
- 1998 : La Surface de Réparation, de Valérie Müller
- 2002 : Cellule, de Valérie Müller
- 2005 : Les hommes s’en souviendront, de Valérie Müller
- 2011 : Fatou, de Nathalie Marchak écrit par Christophe Martinolli : L'homme du RER

#### Télévision
- 2002 : Central Nuit de Didier Delaitre (FR2) : Sauveur
- 2004 : Fargas de Didier Delaitre (TF1)
- 2004 : Le Grand Patron de Dominique Ladoge (TF1)
- 2006 : Une femme d'honneur de Michaël Perrotta (TF1)
- 2008 : Mafiosa, le clan 2 de Eric Rochant (Canal+) : Manu
- 2008 : Eternelle de Didier Delaitre (M6)
- 2008 : L’affaire Finally de Fabrice Genestal (FR2)
- 2010 : Mafiosa, le clan 3 de Eric Rochant (Canal +) : Manu
- 2012 : Mafiosa, le clan 4 de Pierre Leccia (Canal +) : Manu